# Superkritischwaterreactor

Schema van een superkritischwaterreactor

Een superkritischwaterreactor (SCWR) is een lichtwaterreactor met water boven het kritisch punt 218,2 bar, 374,2 °C als koelmiddel en moderator. Ontwerpvoorwaarden zijn 250 bar, 510°C.
De SCWR heeft een eenvoudige cyclus zoals de kokendwaterreactor (BWR), maar het water blijft in dezelfde fase zoals bij de drukwaterreactor (PWR). De opbouw is eenvoudig: hij bestaat enkel uit de reactor, de turbogenerator, een condensor en een voedingswaterpomp.
Het rendement kan door de hogere temperatuur rond 45% liggen, beduidend hoger dan de 33% voor gewone BWR of PWR.
De SCWR kan ook als kweekreactor werken.